# ラーセン山
ラーセン山（ラーセンさん、英語: Mount Larsen）とはイギリス領サウスジョージア・サウスサンドウィッチ諸島の南トゥーレに属するテューレ島の東部に位置する本島最高峰の山である。標高は710 mで、海岸までは急斜面を形成している。南極探検家のカール・アントン・ラーセンにちなんで命名された。